# Кејни (Канзас)
Кејни (енгл. Caney) град је у америчкој савезној држави Канзас.

## Демографија
По попису из 2010. године број становника је 2.203, што је 111 (5,3%) становника више него 2000. године.
| Група             | 2000.         | 2010.         |
| Белци             | 1.868 (89,3%) | 1.834 (83,3%) |
| Афроамериканци    | 4 (0,2%)      | 15 (0,7%)     |
| Азијати           | 2 (0,1%)      | 5 (0,2%)      |
| Хиспаноамериканци | 63 (3,0%)     | 113 (5,1%)    |
| Укупно            | 2.092         | 2.203         |